# Караманці
Карама́нці (болг. Караманци) — село в Хасковській області Болгарії. Входить до складу общини Мінеральні Бані.

## Населення
За даними перепису населення 2011 року у селі проживала 1061 особа, з них 1046 осіб (99,8%) — турки.
Розподіл населення за віком у 2011 році:
Динаміка населення: